# Boghvede
Slægten boghvede (Fagopyrum) er udbredt med nogle få arter i Central- og Østasien. Det er enårige, urteagtige planter med hårløse stængler og spredte, spydformede blade med hel rand. Blomsterne sidder i tætte nøgler fra skudspidser og bladhjørner. Frugten er en trekantet nød, som ligner frugten fra et bøgetræ, bog – deraf navnet. Her nævnes de to arter, der dyrkes eller findes vildtvoksende i Danmark.
| Arter |

- Almindelig boghvede (Fagopyrum esculentum).
- Tatarisk boghvede (Fagopyrum tataricum).